# Geschichte der Stadt Pereira
Die Geschichte der Stadt Pereira beginnt offiziell am 30. August 1863. Die erste Messe in der neuen Kirche wird als Gründungsdatum der modernen Stadt Pereira angesehen, auch wenn die Ansiedlung noch nicht diesen Namen trug und schon in spanischer Kolonialzeit eine Stadt an dieser Stelle existierte.

## Präkolumbianische Geschichte

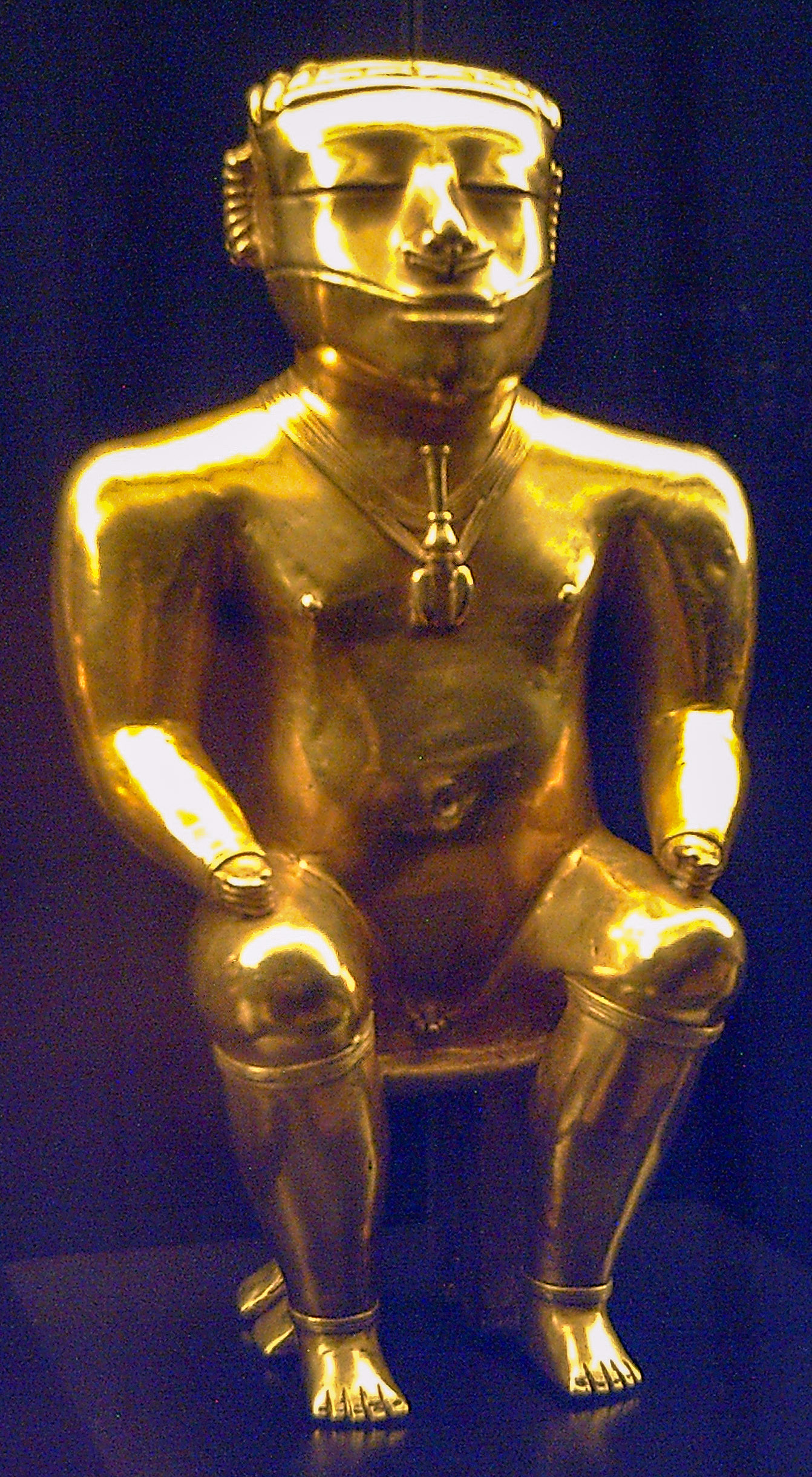
Quimbaya-Skulptur aus Gold

Archäologische Funde deuten darauf hin, dass die Gegend um Pereira bereits vor knapp 10.000 Jahren besiedelt war, und dass im Fluss Consotá schon vor mindestens 2000 Jahren Salz gewonnen wurde. Später war die Region von den Quimbaya-Indios besiedelt, die vor allem für ihre Goldschmiedekunst berühmt waren.

## Cartago

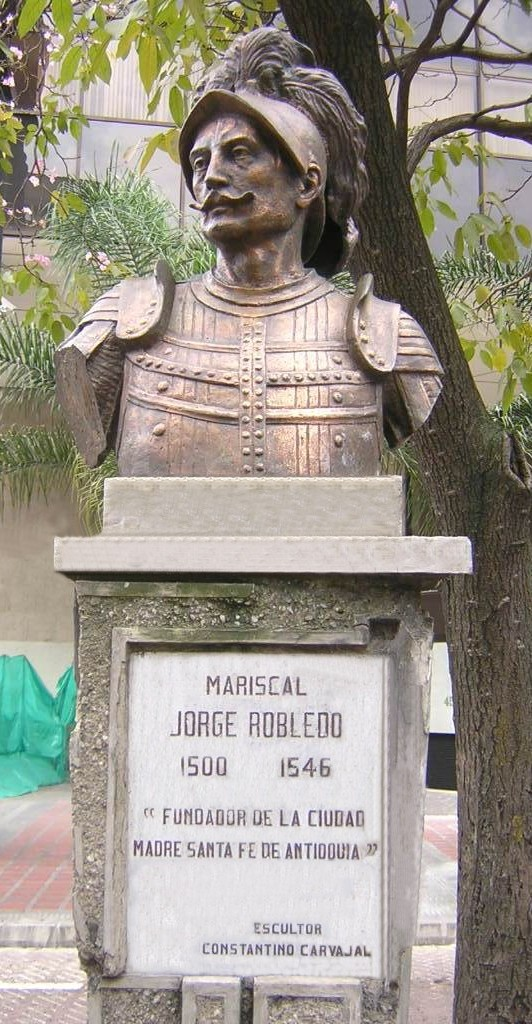
Büste von Robledo in Medellin

Die spanische Besiedlung begann mit Jorge Robledo, der während der Conquista im Auftrag des Gouverneurs von Popayán, Lorenzo de Aldana, die Region erkundete und kolonialisierte. An der Stelle, an der heute Pereira steht, gründete Robledo eine Stadt, der er den Namen Cartago gab, nach der spanischen Stadt Cartagena, aus der viele seiner Soldaten kamen.
Diese erste offizielle Gründung erfolgte am 9. August 1540 im Namen des Generalkapitäns von Peru, Francisco Pizarro. Robledo vereidigte zwei Bürgermeister und setzte sechs Gemeinderäte ein. Als Pascual de Andagoya ebenfalls Anspruch auf den Titel eines Gouverneurs erhob, traf Robledo ihn im Herbst 1540 in Cali. Andagoya beförderte ihn zum Generalleutnant und gab ihm die Anweisung, die Gründung der Städte noch einmal durchzuführen, dieses Mal im Namen von Andagoya. So wurde Cartago am 10. Januar 1541 ein zweites Mal gegründet. Robledo setzte hierbei zwei neue Bürgermeister und einen anderen Gemeinderat ein.
Schon ab 1580 zogen einige Bewohner hinab in tiefer gelegenes Gelände, wo sie am Río Cauca und Río La Vieja angenehmeres Klima und landwirtschaftlich geeignetere Bedingungen vorfanden. 1621 wurde dort eine Kapelle errichtet, in der ab 1645 auch getauft wurde. Mehr und mehr verlagerte sich das Leben in das Tal, das auch die besseren Verkehrsverbindungen zu den Städten Cali und Popayán und weiter nach Quito bot.
Die Einwohner baten um die Erlaubnis, die Stadt vollständig ins Tal verlegen zu dürfen. Offizieller Grund waren ständige Angriffe des indigenen Volkes der Pijaos, doch dieser Grund scheint vorgeschoben, denn die Pijaos waren zu diesem Zeitpunkt schon praktisch ausgerottet.
Die Erlaubnis wurde am 18. November 1681 erteilt, und die Stadt wurde am 21. April 1691 offiziell in das Tal des Río Cauca verlegt, wo sie heute die Stadt Cartago bildet.
Dennoch war die Gegend um das Alte Cartago nicht unbesiedelt, es hielten sich einige Salzminen am Río Consota und auch das Indiodorf Pindaná de los Zerrillos, das sich erst Ende des 19. Jahrhunderts auflöste. Das neue Cartago (Cartago Nueva) entwickelte sich zu einem regionalen Zentrum des Sklavenhandels. Im Jahr 1785 entflohen 27 Sklaven afrikanischer Herkunft und verbargen sich in Pindaná de los Zerrillos. Man berichtet, dass die Indianer sie an den Bach Egoyá führten, wo sie sich das Palisadendorf Palenque de Egoyá erbauten, das später von Sklavenhändlern entdeckt und zerstört wurde.

## Pereira Martinez
Im Jahre 1816 flüchtete José Francisco Pereira Martinez zusammen mit seinem jüngeren Bruder Manuel und drei Freunden in dieses Gebiet. Pereira war Rechtsanwalt aus Cartago und hatte sich im Unabhängigkeitskampf gegen die Spanier engagiert. Nun suchte er in den Ruinen des alten Cartago Unterschlupf. Angeblich lebten sie drei Jahre dort, in denen Pereira Martinez biologische Studien betrieb, die er später in seinem Buch De la reacción de algunas plantas sobre el organismo ("über die Reaktion einiger Pflanzen auf den menschlichen Organismus") verarbeitete.
Nach der Unabhängigkeit Kolumbiens wurde Pereira Martinez ein angesehener Jurist. Er erwarb im Oktober 1826 vom Staat das Gelände zwischen Otun und Egoyá (etwa 6188 ha) für den geringen Kaufpreis von 4234 Pesos und 6 Reales. Zuvor hatte er sich bestätigen lassen, dass das Gebiet unwegsam ist und brach liegt. Diese Korrespondenz ist heute verschollen, wurde aber 1863 zitiert.

## Erste Schritte von Dorfgemeinschaft zur Kirchengemeinde 1857–1863
Ab den 1840ern kam es zu größeren Umschichtungen in der Bevölkerungsverteilung von Kolumbien, das damals Republik Neugranada hieß. Vor allem aus der ärmeren Provinz Antioquia zogen Siedler in den Süden ihrer Provinz und ins südlich benachbarte Cauca, um sich mit einem eigenen Stück Land selbstständig zu machen. Ausgelöst wurde diese Welle, die mehrere Jahrzehnte anhielt, auch durch den Bericht von Fermín López, der 1840 in die Provinz Cauca gereist war, und bei seiner Rückkehr vom dortigen günstigen Klima und den fruchtbaren Böden berichtet hatte. Die erste Stadtgründung im Grenzgebiet zwischen Antioquia und Cauca war Santa Rosa de Cabal im Jahr 1844, es folgten Manizales (1849) und Villamaría (1850).
Auch zwischen den Flüssen Río Otun und Río Consota ließen sich auf dem Gebiet der Provinz Cauca Bauern nieder, teils auch bei den Ruinen des alten Cartago. Lokalpolitisch in Erscheinung trat die Siedlung, als eine "Nachbarschaftgemeinschaft aus Alt-Cartago" (Junta de Vecinos de Cartago Viejo) am 29. Dezember 1857 einen Brief an den Gouverneur von Quindío schickte, mit der Bitte, einen Gemeindevorsteher und einen Richter einzusetzen, und außerdem das Dorf dem Distrikt von Cartago zuzuschlagen. Die angeforderten Beamten wurden am 29. Juni 1858 eingesetzt. Als am 4. November 1859 der Distrikt von Cartago gegründet wurde, wurden dieser Stadt sechs Dörfer zugeordnet, aber Alt-Cartago wurde dabei noch nicht erwähnt.
Für die Bewohner des neuen Cartago spielte die Entwicklung des Gebietes eine wichtige Rolle. Es hatte durchaus auch wirtschaftliche und politische Gründe, neue Bevölkerung in der eigenen Gegend anzusiedeln. So entstand eine gewisse Interessengemeinschaft der eingesessenen Bewohnern von Cartago, darunter auch Händler und Beamte, und den zugezogenen Bauern aus Antioquia. Bezeichnend ist, dass in den späteren Jahren viele Stellen des öffentlichen Lebens (Pfarrer, Richter, Lehrer etc.) von Leuten besetzt wurden, die aus Cartago stammten.
Wichtig für die Entwicklung von Pereira war außerdem die Errichtung einer kleinen Kirche im Jahr 1862. In einem Brief vom 4. Januar 1863 baten einige Dorfbewohner den zuständigen Bischof von Popayán, die Kirche weihen zu lassen. Erwähnt wird dabei die Initiative des Priesters Remigio Antonio Cañarte. In diesem Brief wird das Dorf zum ersten Mal Villa de Robledo genannt, eine Bezeichnung, die sich auf den Gründer von Cartago bezieht. Daneben waren aber auch die Namen Antigua Cartago und Cartago Viejo (beides etwa: Alt-Cartago) gebräuchlich. Der Name Pereira taucht zu dieser Zeit nirgendwo auf.
Am 24. August 1863 zog Cañarte von Cartago nach Villa de Robledo. Am 30. August 1863 hielt er an der späteren Stelle der Plaza de Bolívar die erste Messe in der neuen Kapelle. Damit war das Dorf nicht nur politisch, sondern auch kirchlich eine Ebene höher gerückt. Im kollektiven Bewusstsein der Stadt, ist dieses Datum von besonderer Bedeutung: der 30. August 1863 gilt als das offizielle Gründungsdatum von Pereira, auch die Hauptstraße heißt heute 30 De Agosto.
Pereira Martinez war einige Tage zuvor in Tocaima gestorben. Welche Rolle er zuvor bei der geplanten Besiedelung gespielt hatte, ist nicht ganz klar. In der offiziellen Geschichtsschreibung wird berichtet, er hätte eine Stadt gründen wollen, und Cañarte hätte damit seinen letzten Willen vollzogen.

## Erste Landverteilung 1865

Die Granada-Konföderation bestand bis 1863. Pereira gehörte damals zum Staat Cauca

Die nationale Politik strebte danach, die Besiedlung des Landes zu unterstützen, indem große Mengen von Land in Parzellen an Zuwanderer verkauft wurde. Der Präsident des Bundesstaates Cauca hatte am 22. Juni 1859 eine Anweisung gegeben, in der Nähe von Alt-Cartago (Cartago Viejo) 5120 ha für Besiedelung freizugeben, doch dies wurde in den Wirren des Bürgerkriegs nicht vollzogen.
Guillermo Pereira Gamba, der Sohn von Pereira Martinez hatte von seinem Vater neben einer kleinen Summe Geld nur die Ländereien um Antigua Cartago geerbt. Knapp 500 ha (770 Fanegadas) davon wollte er an nun ab Oktober 1864 "aus freiem Willen" an zugezogene Siedler aus dem Staat Antioqia verkaufen. Diese Maßnahme ist heute in der Forschung aus zweierlei Gründen umstritten. So bezweifelt der Historiker Víctor Zuluaga, dass Pereira Gamba überhaupt rechtmäßiger Besitzer des Landes war. Das Gelände, auf dem das Dorf lag, soll schon 1810 vom spanischen Vizekönig an Manuel Gómez de Laspriella übergeben worden sein und Pereiras Besitz weiter im Westen liegen. Zu Pereiras Zeiten waren die Eigentumsverhältnisse wohl aber unbestritten, und der Historiker Emilio Gutiérrez Díaz weist darauf hin, dass Pereira Gamba schwerlich einen Schwindel dieser Größenordnung hätte durchgeführt hätte, ohne dass es Behörden oder Personen aufgefallen wäre. Des Weiteren wird heute auch das Motiv hinterfragt. Wurden bisher Pereira Gambas Menschenliebe und Altruismus gerühmt, wird heute durchaus auch überlegt, ob nicht auch wirtschaftliche Interessen eine Rolle gespielt haben, denn durch den Aufschwung des Dorfes gewannen auch seine verbliebenen Ländereien an Wert.
Pereira Gamba übernahm die Verteilung der Parzellen nicht selbst. Wie sonst bei staatlichen Verteilung üblich wurde eine Kommission (Comisión Agraria) aus drei geeigneten Dorfbewohnern eingesetzt: José María Gallego, Celedonio Restrepo und Sacramento Montoya. Die Größe der Parzellen hing dabei von der Anzahl der Familienmitglieder des Käufers ab. Alleinstehende Personen konnten vier Fanegadas erhalten (2,56 ha), eine Familie mit drei Kindern dagegen neun Fanegadas (5,76 ha). Am 22. November 1864 wurde eine Volkszählung im Dorf durchgeführt, um die Ansprüche zu klären, und zwischen Januar und November 1865 wurden 98 Grundstücke an 297 Personen verteilt.
Pereira Gamba verkaufte nicht nur kleine Parzellen an die Siedler, sondern auch zwei größere Gebiete: Nacederos an Jerónimo del Castillo und Matecaña an Félix de la Abadía.
Mit der Vergrößerung der Siedlung wurden auch der lokalpolitische Status und die interne Verwaltung angepasst. Am 11. Januar 1865 erhielt die Siedlung den Titel Aldea (Dorf). Der Dorfrat (Junta Auxiliar Legislativa) wurde am 19. September 1867 eingesetzt und setzte sich sowohl aus Zuwanderern aus Antioquia als auch aus ehemaligen Bewohnern von Cartago zusammen. Er war unter anderem für die Finanz- und Personalverwaltung zuständig. Außerdem wurden gemeinnützige Arbeitseinsätze organisiert, um Straßen in die benachbarten Dörfer und Brücken über den Otun und den Egoyá zu bauen, was die wirtschaftliche Entwicklung des Dorfes förderte. Auch der Bau der Kirche war Gemeinschaftsarbeit.
Ab etwa 1864 setzte sich der Ortsname Pereira durch, zu Ehren von Pereira Martinez. Dies wurde spätestens mit der Erhebung des Dorfes zu einem eigenen Distrikt innerhalb der Provinz offiziell, was am 20. Januar 1870 geschah. Dieser Distrikt umfasste auch das heute nicht mehr existierende Dorf Condino, sowie Segovia (jetzt Marsella). Der Dorfrat wurde in Corporación Municipal umbenannt und am 2. Februar 1871 zum ersten Mal von der Bevölkerung gewählt.

## Zweite Landverteilung 1871–1884

Die Vereinigten Staaten von Kolumbien existierten von 1863 bis 1886

Eine weitere Verteilung von Land an Siedler bewirkte ein noch größeres Wachstum der kleinen Stadt. Dieses Mal wurde sie von staatlicher Seite aus organisiert und zog sich über viele Jahre hinweg. Initiiert wurde das Projekt 1869 von Ramón Elías Paláu, einem Rechtsanwalt aus Cartago, der inzwischen Abgeordneter im Nationalkongress war. Das Gesetz 58 der Vereinigten Staaten von Kolumbien, das diese Landverteilung regelte, wurde am 27. Mai 1871 verabschiedet. Das Gesetz sah vor, weitere 12000 Hektar Land der "Villa Pereira" zur Besiedelung zu verkaufen. Eine Klausel bestimmte, dass wenn die Stadt nicht genügend Gelände zur Verfügung stellen könne, entsprechend Land des inzwischen erloschenen Dorfes Condina verwendet werden könne.
Dies erforderte umfangreiche Landvermessungen, die ein staatlicher Geodät auf Kosten der Gemeinde durchzuführen hatte. Der Landvermesser Ramón María Arana zog am 24. November 1871 nach Pereira und begann mit der Vermessungsarbeit, die wohl im Herbst 1872 beendet war. Die Verteilung der Grundstücke verzögerte sich aber noch, weil Arana die geforderten Landkarten erst erstellte, als seine Bezahlung gesichert war. Erst Anfang 1874 zahlte Pereira die letzte Rate an Arana.
Wie schon bei der ersten Landverteilung wurde die Zuteilung der Parzellen durch drei fähige Dorfbewohner vorgenommen. Am 28. Oktober 1872 wurden Marcelino Henao, José María Uribe Isaza und Mariano Arias in die Comisión Agraria berufen. Offiziell sollte die Zuteilung am 15. Januar 1873 beginnen, doch durch die schleppende Bezahlung des Landvermessers konnten erst ab Juli 1873 Grundstücke in größeren Mengen verteilt werden. Die Comisión Agraria erwies sich als sehr effektiv und stabil. Im Laufe des Jahres 1873 wurden 272 Grundstücke von durchschnittlich 48 Hektar zugewiesen. Diese hohe Zahl lässt sich wohl damit erklären, dass vor allem diejenigen Grundstücke verkauft wurden, die bereits erschlossen und besiedelt waren, während in den folgenden Jahren weniger Grundstücke pro Jahr abgeben werden konnten. Bis 1884 wurden insgesamt 19372 ha in über 2000 Grundstücken verteilt.
Zweck der Verteilung war die Vergrößerung des Ortes, eine Grundstücksspekulation sollte aber vermieden werden, weshalb nur kleine Parzellen an Einzelpersonen und Familien verkauft wurden. Das Grundstück musste gerodet, bebaut und bewohnt werden, ansonsten konnte die Parzelle wieder eingezogen und neu zugeteilt werden. Für den Wiederverkauf gab es Sperrfristen.
Diese zweite Landverteilung ist auch ein wichtiger Meilenstein in der Stadtplanung Pereiras. Mit der Vermessung der Grundstücke durch den Geodät Adana wurde ein Straßengitter angelegt, das heute noch die Stadt strukturiert. Die Straßen trugen dabei sowohl spanische als auch indianische Namen, die heutige Nummerierung stammt aus späterer Zeit. Die Hauptstraße (heutige Carrera 8a) wurde nach dem ersten Stadtgründer „Jorge Robledo“ benannt.

## 20. und 21. Jahrhundert
Nach dem Krieg der Tausend Tage wurde Kolumbien neu organisiert, und 1905 wurde aus Teilen von Antioquia und Cauca das neue Departamento Caldas gegründet, dessen Hauptstadt Manizales wurde. Das Departamento war in drei Provinzen eingeteilt, wobei Pereira Hauptort der Provinz Robledo wurde.
Einen großen Aufschwung erfuhr die Stadt durch die Anbindung an die Eisenbahn im Jahre 1921, was vor allem den Kaffeetransport erleichterte. Mehrere Jahre war Pereira Endstation der Caldasbahn, bis die Strecke 1927 nach Manizales verlängert wurde. Im gleichen Jahr wurde die elektrische Straßenbahn in Pereira eingeweiht. Im Jahr 1947 wurde der Flughafen Matecaña eröffnet. Eisenbahn und Straßenbahn sind heute nicht mehr in Betrieb.
Sowohl auf kirchlicher als auch auf politischer Ebene löste sich Pereira von Manizales. Am 17. Dezember 1952 wurde das katholische Bistum Pereira gegründet, und als 1966 die Provinz Risaralda aus Caldas herausgelöst wurde, wurde Pereira dessen Hauptstadt.
Einen Rückschlag mussten Pereira und die umliegenden Orte, vor allem Armenia, am 25. Januar 1999 hinnehmen: ein schweres Erdbeben der Stärke 6,2 erschütterte die Region. Die Stadt hatte 61 Tote zu beklagen, es traten umfangreiche Sachschäden auf. Das Viadukt César Gaviria Trujillo, das über den Río Otun führt und seit November 1997 Pereira mit Dosquebradas verbindet, überstand das Beben jedoch ohne Schaden.
Auf sportlicher Ebene wurde Pereira Austragungsstätte internationaler Wettbewerbe. Im Juli 2001 fanden hier zwei Spiele für die südamerikanische Fußballmeisterschaft Copa América 2001 statt. Im August 2005 wurden in Pereira und in Armenia die Bolivarischen Spiele ausgetragen, ein sportlicher Wettkampf der Länder Kolumbien, Venezuela, Ecuador, Peru, Bolivien und Panama. Auch bei der U-20-Fußball-Weltmeisterschaft 2011 war das Estadio-Hernán-Ramírez-Villegas-Stadion Spielort.
Inzwischen gehört der Ballungsraum um Pereira zu den größten in Kolumbien.